# Varietà riemanniana

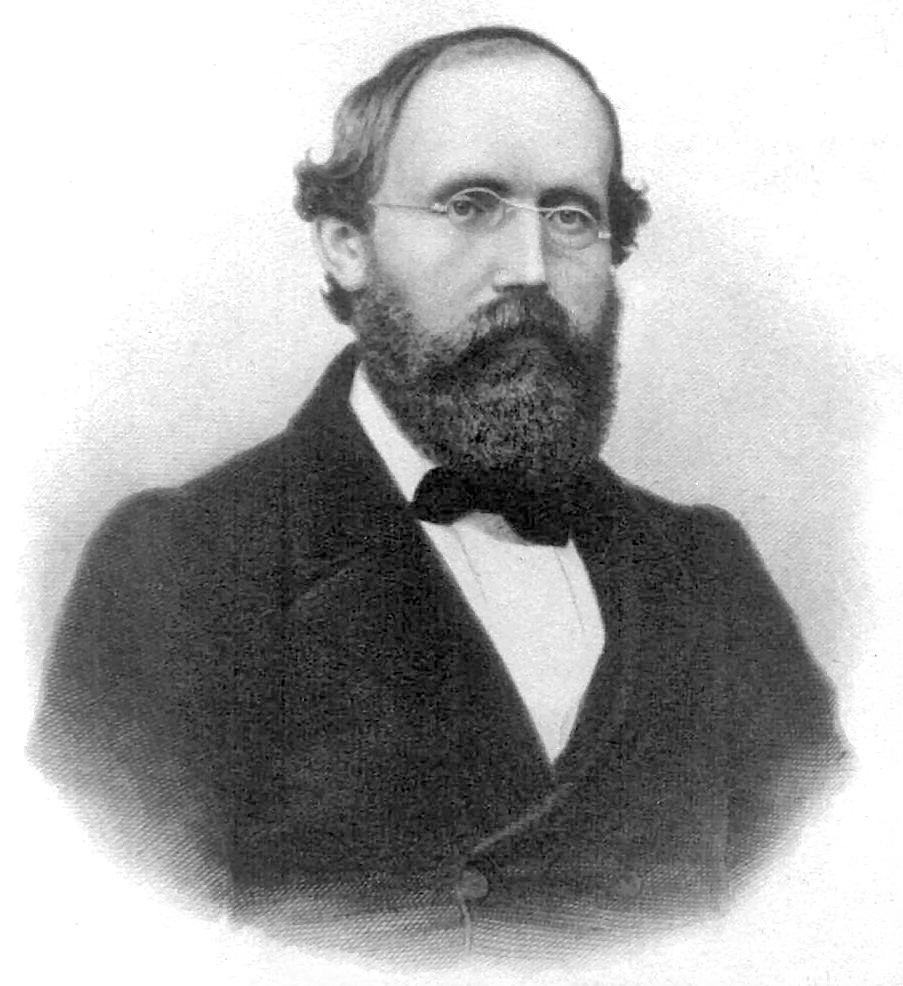
Bernhard Riemann introdusse le nozioni di varietà e di curvatura di varietà nel 1854, in "Uber die Hypothesen, welche der Geometrie zu Grunde liegen", "Sulle ipotesi che stanno alla base della geometria", pubblicata postuma nel 1867.

In geometria differenziale, una varietà riemanniana è una varietà differenziabile su cui sono definite le nozioni di distanza, lunghezza, geodetica, area (o volume) e curvatura. È una nozione fondamentale in quanto permette di modellizzare spazi "curvi" di dimensione arbitraria. Prende il nome dal matematico tedesco Bernhard Riemann.

## Definizione
Una varietà riemanniana è una varietà differenziabile {\displaystyle M} dotata di un tensore metrico {\displaystyle g} con cui definire un prodotto scalare definito positivo sullo spazio tangente di ogni punto di {\displaystyle M}. La varietà riemanniana è spesso indicata come coppia {\displaystyle (M,g)}.
Rilassando il requisito che il tensore metrico {\displaystyle g} sia sempre definito positivo e imponendo solo che non sia degenere si ha una varietà pseudo-riemanniana.

## Nozioni geometriche basilari
Grazie al solo tensore metrico {\displaystyle g}, è possibile definire su una varietà riemanniana {\displaystyle M} numerose nozioni presenti nell'usuale spazio euclideo. Tutte queste nozioni dipendono fortemente dalla scelta di {\displaystyle g}.

### Angoli e moduli di vettori
Sia {\displaystyle x} un punto di {\displaystyle M} e {\displaystyle T_{x}} il suo spazio tangente. Il tensore {\displaystyle g} definisce un prodotto scalare definito positivo su {\displaystyle T_{x}}, e quindi una nozione di lunghezza e angolo fra vettori tangenti in {\displaystyle x}.
In particolare, se {\displaystyle \alpha } e {\displaystyle \beta } sono due curve differenziabili
{\displaystyle \alpha ,\beta :(-1,1)\to M}
con {\displaystyle \alpha (0)=\beta (0)=x}, i loro vettori tangenti {\displaystyle \alpha '(0)} e {\displaystyle \beta '(0)} sono elementi di {\displaystyle T_{x}} e quindi è definito il loro modulo {\displaystyle \|\alpha '(0)\|,\|\beta '(0)\|} come
{\displaystyle \|\alpha '(0)\|={\sqrt {g(\alpha '(0),\alpha '(0))}}}
e l'angolo {\displaystyle \theta } compreso tra questi (se sono entrambi non nulli), tramite la relazione
{\displaystyle \theta =\arccos {\frac {g\left(\alpha '(0),\beta '(0)\right)}{\|\alpha '(0)\|\|\beta '(0)\|}}.}

### Lunghezza di una curva

La lunghezza di una curva è definita integrando le lunghezze dei vettori tangenti alla curva ad ogni tempo.

La lunghezza {\displaystyle L(\gamma )} di una curva differenziabile
{\displaystyle \gamma :[a,b]\to M}
è quindi definita tramite l'integrale
{\displaystyle L(\gamma )=\int _{a}^{b}\|\gamma '(t)\|dt}

### Distanza
La distanza {\displaystyle d(x,y)} fra due punti {\displaystyle x} e {\displaystyle y} di {\displaystyle M} è definita come
{\displaystyle d(x,y)=\inf\{L(\alpha )\}}
al variare di tutte le curve differenziabili {\displaystyle \alpha } che partono in {\displaystyle x} e arrivano in {\displaystyle y}. La distanza {\displaystyle d} definisce su {\displaystyle M} una struttura di spazio metrico.

### Geodetica
Una geodetica è l'analogo della linea retta nell'usuale spazio (o piano) euclideo. Si tratta di una curva differenziabile {\displaystyle \alpha } che minimizza localmente la lunghezza. Più precisamente, ogni {\displaystyle t} interno al dominio {\displaystyle [a,b]} ha un intorno {\displaystyle U} tale che la distanza fra {\displaystyle \alpha (t)} e {\displaystyle \alpha (t')} è uguale alla lunghezza del sotto-arco di {\displaystyle \alpha } che collega i due punti, per ogni {\displaystyle t'} in {\displaystyle U}.

### Volume
Una varietà orientata {\displaystyle M} è dotata di una forma di volume {\displaystyle \omega }. Su ogni spazio tangente {\displaystyle T_{x}}, si tratta dell'unico tensore antisimmetrico di tipo {\displaystyle (n,0)} che vale
{\displaystyle \omega (e_{1},\ldots ,e_{n})=1}
su ogni base ortonormale positiva {\displaystyle (e_{1},\ldots ,e_{n})} di {\displaystyle T_{x}}. In una carta, si scrive come
{\displaystyle \omega ={\sqrt {\det g}}\,dx^{1}\wedge ...\wedge dx^{n}}
dove {\displaystyle \det g} è il determinante di {\displaystyle g}, che è positivo perché {\displaystyle g} è definito positivo, e la base {\displaystyle (x_{1},\ldots ,x_{n})} è una base positiva rispetto all'orientazione. Si tratta di una {\displaystyle n}-forma differenziale, che se integrata su un dominio {\displaystyle S} definisce il volume di {\displaystyle S}:
{\displaystyle {\rm {Vol}}(S)=\int _{S}\omega .\,\!}
Una orientazione è necessaria per definire la forma volume: una tale forma esiste infatti soltanto su varietà orientabili.

## Proprietà metriche

### Completezza
Una varietà riemanniana è in particolare uno spazio metrico, e in quanto tale può essere completa o meno. Esistono vari criteri equivalenti di completezza, forniti dal teorema di Hopf-Rinow.
Una varietà compatta è sempre completa. Una varietà differenziabile non compatta può essere completa o meno: la completezza è in questo caso fortemente dipendente dal tensore di curvatura.

### Curvatura
La curvatura misura la tendenza della geometria locale su una varietà riemanniana a discostarsi dalla usuale geometria euclidea. La curvatura è una misura locale, che può essere realizzata in vari modi.
La curvatura di una superficie {\displaystyle S} è misurata dalla curvatura gaussiana, un numero reale associato ad ogni punto di {\displaystyle S}. Per una varietà di dimensione maggiore, la codifica e lo studio della curvatura sono più complessi. L'oggetto che descrive completamente la curvatura di una varietà è il tensore di Riemann, un tensore di ordine {\displaystyle (3,1)}.
Il tensore di Riemann è un oggetto algebrico molto complesso, e quindi spesso si ricorre a nozioni di curvatura più semplici da manipolare. La curvatura sezionale misura la curvatura su ogni piano passante per un punto: questa nozione più geometrica di curvatura è molto ricca, contiene le stesse informazioni del tensore di Riemann ed è spesso di più facile applicazione. Il tensore di Ricci e la curvatura scalare sono due versioni "semplificate" del tensore di Riemann, ottenute contraendo alcuni indici del tensore. Il tensore di Ricci è un tensore di tipo {\displaystyle (2,0)}, e la curvatura scalare un numero, simile alla curvatura gaussiana.
Tutte queste nozioni misurano la curvatura intrinseca della varietà, determinata unicamente dalla sua struttura di varietà riemanniana. Nozioni di curvatura estrinseca sono applicabili soltanto quando la varietà è contenuta in un'altra varietà più grande: ad esempio, nel caso di una superficie contenuta nello spazio {\displaystyle \mathbb {R} ^{3}} esistono anche le nozioni di curvatura principale e curvatura media, che a differenza della curvatura gaussiana non sono definite su una superficie astratta.